# Ференц Дюрчан
Ференц Дюрчан (на унгарски: Gyurcsány Ferenc, произнася се с меко „н“ накрая) е унгарски политик, министър-председател на Унгария от 2004 до 2009 г.

## Биография
Ференц Дюрчан е роден на 4 юни 1961 г. в град Папа, Унгария. Завършва средното си образование в Будапеща и в Папа. Първото си висше образование завършва през 1984 г. в Сегед, специалност педагогика. Освен това в Сегед придобива второ висше образование през 1990 г., специалност икономика.
Женен е 3 пъти. Третата му съпруга е Клара Добрев, която има български произход. Има 4 деца, по 1 дете от първите 2 брака, и 2 деца от сегашния му брак.
Между 1990 и 2000 г. не се занимава с политика. Развива собствен бизнес, нарежда се сред 100-те най-богати хора в Унгария.

## Политическа кариера
От 1984 до 1988 г. е секретар на градската организация в Печ на Унгарския комунистически младежки съюз (УКМС). После става заместник-председател на неговия Централен комитет до 1990 г., когато УКМС прекратява дейността си без правоприемник.
През 2000 г. става член на Унгарската социалистическа партия (УСП). През 2002 г. става съветник на министър-председателя Петер Медеши, а през 2003 г. – министър на спорта и младежта в неговото правителство.
През 2004 г. влиза в конфликт с министър-председателя Медеши, като мнозинството от делегатите на УСП застава зад Дюрчан. Медеши подава оставка като министър-председател. На 29 септември 2004 г. Дюрчан е избран за министър-председател.
След като УСП печели парламентарните избори през 2006 г., Дюрчан е избран за председател на партията.